# تشيستر إتش روث
تشيستر إتش روث (بالإنجليزية: Chester H. Roth)‏ هو رائد أعمال وشخصية أعمال أمريكي، ولد في 13 أبريل 1902 في نيويورك في الولايات المتحدة، وتوفي في 26 يوليو 1977.